# Hải Nguyệt
Hải Nguyệt là bộ phim điện ảnh chính kịch của Việt Nam năm 1998, phim do NSƯT Minh Ngọc viết kịch bản và NSƯT Trần Mỹ Hà đạo diễn. Nhân vật Hải Nguyệt là vai chính đầu tiên của Hồng Ánh trong một phim điện ảnh, cùng với các diễn viên Quang Hải, NGƯT Mạnh Dung, Hoài An, Ánh Hoa.
Cuối năm 1995, khu tham gia đóng phim Mùa hoa cúc quỳ, nhà biên kịch Nguyễn Thị Minh Ngọc đã viết kịch bản Hải Nguyệt.; phim lấy bối cảnh một làng nghề làm mắm truyền thống tại Phan Thiết.

## Nội dung
Hải Nguyệt - một cô gái sinh ra từ gia đình có ba đời làm nước mắm. Sau ngày đất nước giải phóng, trước những biến động thời cuộc, ông Hải Hương đưa cả gia đình “vượt biên” ra nước ngoài. Trong giây phút căng thẳng nhất, Hải Nguyệt đã quyết định ở lại quê nhà với bà cố. Vượt qua nhiều khó khăn với nền kinh tế và chính sách mới, dù trắng tay, cô vẫn quyết tâm vươn lên gìn giữ nghề làm nước mắm truyền thống của gia đình, của quê hương.

## Phân vai
- Hồng Ánh vai Hải Nguyệt
- Ngô Quang Hải vai Phi (danh đề: Quang Hải)
- Cô Ba Trà Vinh vai Bà cố
- Hoài An vai Nục và Bà cố lúc trẻ
- Tạ Nghi Lễ vai Hải Hương
- NSƯT Hồng Vân vai Vợ Hải Hương
- NGƯT Mạnh Dung vai Ông Ngừ
- Ánh Hoa vai Bà Bảy
- Ba Xây vai Ông Nội
- Anh Thư vai Bà Nội
- Võ Thế Vỹ vai Hải Đức
- NSƯT Cát Tường vai Hải Đường
- Anh Kiệt vai Vũ
- Lê Hùng Phương vai Hoài (danh đề: Hùng Phương)
- Lê Hoàng Nam vai Hải Hưng
- Thu Hằng vai Hải Nguyệt lúc nhỏ
- Thu Quỳnh vai Nục lúc nhỏ
- Ngọc Kỷ vai Phi lúc nhỏ
- Huỳnh An vai Hải Đường lúc nhỏ
- Phạm Hoài Anh vai Hải Đức lúc nhỏ
- Bùi Đức Tiến vai Hai Hưng lúc nhỏ
- Văn Kiệt vai Ông nội lúc nhỏ
- Anh Thương vai Cháu bà Bảy
- Nguyễn Văn Nam vai Tài xế
- Tiến Vang vai Ông cố lúc trẻ
- Bích Hà vai Masơ
- Minh Hiền vai Thiếu tá Tấn
- Thanh Tùng vai Trưởng công an
- Bảy Thu vai Ba Phi
- Nhóm lồng tiếng Minh Khánh và các diễn viên khác...

## Đón nhận
Năm 1998, bộ phim được gửi đi tham dự Liên hoan phim Châu Á - Thái Bình Dương lần thứ 43 tại Đài Bắc.
Sau 4 đợt chiếu tại thành phố Hồ Chí Minh, bộ phim thu về 67 triệu VNĐ, một kết quả khá thấp khi thời điểm đó, doanh số của phim chiếu rạp tại thành phố Hồ Chí Minh chiếm 80% của cả nước.

### Giải thưởng
- 1999 - Giải Quay phim xuất sắc cho Phạm Hoàng Nam - Liên hoan phim Việt Nam lần thứ 12
- 1999 - Giải của Ban Giám khảo Liên hoan phim Việt Nam lần thứ 12
- 1999 - Giải A tại Giải thưởng Hội Điện ảnh Việt Nam 1998